# Jarosław Dariusz Dąbrowski
Jarosław Dariusz Dąbrowski (ur. 11 października 1964 w Nowym Mieście nad Pilicą) – polski bankowiec, finansista. 

## Życiorys
Absolwent Wydziału Prawa i Administracji Uniwersytetu Warszawskiego. Ukończył studia podyplomowe MBA na University of Brussels i Uniwersytecie Warszawskim, a także studia podyplomowe AMP na University of Navarra IESE Business School. Ukończył również szereg specjalistycznych szkoleń i studiów z zakresu bankowości, finansów oraz zarządzania, na takich uczelniach jak University of Edinburgh Business School, IESE w Barcelonie.
W latach 1992–1993 dyrektor Biura Wiceprezesa Rady Ministrów ds. gospodarczych.
W latach 1994–1997 pracownik oraz prezes zarządu Konsorcjum Raiffeisen Atkins Zarządzanie Funduszami S.A. W latach 1995–1997 prezes zarządu NFI Progress. W latach 1997–2004 członek zarządu Raiffeisen Bank Polska, w tym od 2000 wiceprezes zarządu tego banku. W latach 2004–2009 prezes zarządu NORD/LB Polska SA i DnB NORD Polska (DnB). W latach 2007–2008 prezes zarządu Banku Inicjatyw Społeczno-Ekonomicznych do momentu przejęcia go przez DnB. W latach 2010–2019 związany ze spółką Michael/Ström Dom Maklerski sp. z o.o. (wcześniej pod nazwą Dąbrowski Finance sp. z o.o. oraz Dom Maklerski DF Capital sp. z o.o.), w latach 2010–2015 jako współudziałowiec i prezes zarządu, a w latach 2015–2019 jako członek rady nadzorczej. W latach 2017–2018 doradca zarządu, a od kwietnia do września 2018 wiceprezes zarządu SGB-Banku pełniący obowiązki prezesa zarządu banku, odpowiedzialny za restrukturyzację i rozwój. Od 2019 prezes zarządu DF Capital & Management Sp. z o.o.
Członek rad nadzorczych spółek prawa handlowego: Polskiego Banku Przedsiębiorczości (2010–2013), MCI Capital (2013–2015), ABC Data (2019) oraz Banku Gospodarstwa Krajowego (od 2024).
Żonaty, ojciec dwóch synów.